# Dolores Pla Brugat
Dolores Pla Brugat (1954-2014) fue una historiadora e investigadora española nacionalizada mexicana, especialista en el estudio del exilio español en México y en la metodología de la historia oral. Sus dos obras principales, Los niños de Morelia, un estudio sobre los refugiados españoles en México (1985) y Els exiliats catalans. Un estudio de la emigración republicana española en México (1999), son consideradas obras de referencia para la comprensión del exilio republicano español en México.

## Biografía
Dolores Pla Brugat nació en Vilasacra, España, en 1954. Se mudó con su familia a México a los 12 años y continuó sus estudios en el Colegio Madrid de la Ciudad de México. Estudió la licenciatura en Historia en la Facultad de Filosofía y Letras de la Universidad Nacional Autónoma de México, donde años después también realizó el doctorado. Su tesis de licenciatura, un estudio sobre los niños de Morelia, se convirtió más adelante en su primer libro: Los niños de Morelia, un estudio sobre los refugiados españoles en México (1985), considerado un clásico, una obra de referencia y un «trabajo pionero» en su campo.
Se integró como investigadora a la Dirección de Estudios Históricos del Instituto Nacional de Antropología e Historia (INAH) en 1978, para participar en el proyecto «Historia oral refugiados españoles en México» que formaba parte del Archivo de la Palabra, dirigido por la historiadora Eugenia Meyer; poco después se unió al grupo de estudio sobre «Minorías étnicas no indígenas en México» del Departamento de Estudios Étnicos del INAH, dirigido por la etnóloga Luz María Martínez Montiel; y finalmente volvió a la Dirección de Estudios Históricos en 1982 y se reincorporó al proyecto de historia oral sobre el exilio como coordinadora del mismo. En el transcurso de más de quince años se realizaron 120 entrevistas grabadas a exiliados españoles que fueron testigos de importantes etapas de la historia de su país y de los países en los que se refugiaron. Estas entrevistas fueron recopiladas en el Catálogo del fondo de historia oral: los refugiados españoles en México (2011), cuya edición coordinó Pla Brugat. El INAH cedió al gobierno español una copia de estas grabaciones que se conserva en la Sección de Guerra Civil del Archivo Histórico Nacional.
Dentro de la Dirección de Estudios Históricos, Pla Brugat cofundó y coordinó el seminario Inmigrantes en la Historia de México, Siglos XIX y XX, junto a Guadalupe Zárate y Rebeca Inclán, que fue el primer espacio dedicado al estudio de la inmigración en México. Además fue investigadora del Sistema Nacional de Investigadores del Consejo Nacional de Ciencia y Tecnología (Conacyt), donde también se enfocó en el estudio del exilio republicano español por medio de la transmisión oral de la historia. En los últimos años orientó además sus investigaciones al estudio de la historia del racismo y las migraciones en México, el mestizaje y el proceso de desindianización.
En colaboración con el etnólogo Sergio Raúl Arroyo, investigó y recolectó las piezas para montar la muestra El exilio español en la Ciudad de México, que se exhibió primero en Madrid en 2010 y se inauguró en el Museo de la Ciudad de México el 1 de julio de 2014, solo dos semanas antes de su muerte, ante la presencia de personalidades de la cultura y la política, como Rafael Tovar y de Teresa, entonces presidente del Consejo Nacional para la Cultura y las Artes, y Miguel Ángel Mancera, jefe de Gobierno de la Ciudad de México.
Dedicó su vida al estudio del exilio republicano español en México, por lo que fue considerada una de las mayores especialistas en el tema y una «autor[a] clave» en la producción de artículos y libros sobre la materia. Els exiliats catalans. Un estudio de la emigración republicana española en México (1999), el libro que surgió de su tesis doctoral publicado por el Consejo Nacional para la Cultura y las Artes, según la historiadora Clara Lida es «hoy en día el mejor y la más importante investigación sobre las características de ese episodio migratorio en México». La obra analiza las repercusiones sociales del exilio, haciendo especial énfasis en aquellos inmigrantes de origen catalán, que representaron alrededor del 20 %.
Falleció el 13 de julio de 2014 en Barcelona, España, mientras se encontraba visitando a su hija.

## Reconocimientos
El Instituto Nacional de Antropología e Historia de México realizó un evento en honor de Dolores Pla Brugat que se llevó a cabo en el auditorio de la Dirección de Estudios Históricos el 21 de agosto de 2014. En el homenaje, diversos historiadores analizaron la obra y aportaciones de Pla Brugat a la historiografía mexicana moderna.
De la labor de Pla Brugat como historiadora e investigadora dijeron sus colegas y amigas, las historiadoras Luz María Uhthoff, Guadalupe Zárate, Mónica Palma, Sofía Valdés, Guillermina Fuentes:

Dolores dejó una herencia invaluable al rescatar las voces que expresaron las diferentes vertientes de refugiados españoles que llegaron a México durante el cardenismo, y que se conservan en la biblioteca Manuel Orozco y Berra de la Dirección de Estudios Históricos para aprovechamiento de los estudiosos mexicanos y españoles, y para todo aquel interesado en escuchar esas voces que se salvaron del terror y conservaron su gratitud a México.
In Memoriam Dolores Pla.

## Obra

### Libros
- Los niños de Morelia, un estudio sobre los refugiados españoles en México (1985)
- El exilio catalán en México: notas para su estudio (1997) —coautora—
- Els exiliats catalans. Un estudio de la emigración republicana española en México (1999)
- La comunidad española en la Ciudad de México (1999) —coautora—
- Ya aquí terminó todo. Testimonios de la guerra civil española (2000)
- Estudios catalanes de El Colegio de Jalisco (2002) —coautora—
- El aroma del recuerdo: narraciones de españoles republicanos refugiados en México (2003)
- Pan, trabajo y hogar. El exilio republicano español en América Latina (2007) —coordinadora—
- La letra en que nació la pena: cartas a la presidenta del Comité de Ayuda a los Niños del Pueblo Español, 1937-1940 (2007) —coautora—
- De ciudadanas a exiliadas: un estudio sobre las republicanas españolas en México (2009) —coautora—
- El exilio español en la Ciudad de México y su legado cultural (2010) —coautora—
- Catálogo del fondo de historia oral : los refugiados españoles en México (2011) —coautora—

### Capítulos de libros
- «Características del exilio en México en 1939» en Una inmigración privilegiada : comerciantes, empresarios y profesionales españoles en México en los siglos XIX y XX (1994)
- «La experiencia del regreso. El caso de los exiliados republicanos catalanes» en IV Jornadas Historia y Fuentes Orales: Historia y Memora del franquismo (1997)
- «Los refugiados españoles en México: ayer y hoy» en La cultura del exilio republicano español de 1939 (2003)
- «Los niños del exilio español en México» en El exilio de los niños (2003)
- «Empresarios involuntarios. La participación del exilio republicano español en la creación de empresas» en Los inmigrantes en el mundo de los negocios siglos XIX y XX (2003)
- «El exilio español en México: finanzas y organización» en España: ¿laberinto de exilios? (2005)
- «Ser español en México para bien y para mal» en Xenofobia y xenofilia en la historia de México : siglos XIX y XX: Homenaje a Moisés González-Navarro (2006)
- «1939» en Exilios: los éxodos políticos en la historia de España : siglos XV-XX (2007)
- «El exilio republicano español en México» en La España perdida: los exiliados de la II República (2010)
- «La desindianización en México. Algunas cifras» en El Mundo Iberoamericano antes y después de las Independencias (2011)
- «Las diferencias de clase entre los refugiados españoles que se acogieron en México» en Conflictos y cicatrices: fronteras y migraciones en el mundo hispánico (2014)